# Ligne 39 du tramway de Bruxelles
Pour les articles homonymes, voir Ligne 39.
La ligne 39 du tramway de Bruxelles est une ligne de tramway créée le 1er janvier 1925 puis modifiée le 19 avril 1968, qui relie Montgomery à Ban Eik.

## Histoire
Créée le 1er janvier 1925 puis modifiée le 19 avril 1968, la ligne 39 reliait auparavant Stockel (place Dumon) à la place Sainte-Catherine en empruntant la ligne 1 du prémétro de Bruxelles entre "Schuman" et "De Brouckère" comme les trams 25 et 44. Elle était renforcée par la ligne de tramway 41 (Stockel - Porte de Namur) entre Stockel et la porte de Tervuren, et même quadruplée entre Madoux et la porte de Tervuren par les lignes de tram 44 (Tervuren - Sainte-Catherine) et la ligne de tramway 45 (Tervuren - Porte de Namur).
Lors de l'inauguration du métro lourd sur cette jonction en 1976, elle fut limitée à "Montgomery", où une station spécialement aménagée lui a été dédiée, qu'elle partage avec la ligne 44.
Elle ne subira pas de modifications consécutives à la grande restructuration de la STIB qui dura de mars 2006 à l'été 2008, soit un peu plus de 2 ans, comme les lignes 19, 44 et 92, restructuration qui conduira principalement à la suppression des lignes 18, 52, 83, 90, 91 et 93 (rétablie par la scission de l'ancienne ligne 94).
Le prolongement de la ligne en 1988 utilise essentiellement, sur 3 kilomètres, l'emprise de l'ancienne ligne de chemin de fer n°160 qui allait de Bruxelles-Luxembourg à Tervueren.
Pour rentrer au dépôt d'Ixelles ou rejoindre leur ligne depuis celui-ci, les trams des lignes 39 et 44 empruntent l'itinéraire de la ligne 81 entre Montgomery et Flagey. Pour ce faire, il existe un raccordement juste avant l'entrée dans le tunnel du terminus, et un juste à sa sortie. Ils prennent alors les films 81 Montgomery et 81 Flagey.

## Tracé et stations
La ligne 39 du tram de Bruxelles part de Montgomery dans une station, située sur une boucle, partagée avec la ligne 44 et en correspondance avec la ligne de métro 1. Les 39 sortent du tunnel et, via un site propre intégral, empruntent l'avenue de Tervueren, desservent le square Léopold II, le Musée du Tram, en correspondance avec la ligne de tram 8, puis à la station Madoux, ils se séparent du tram 44. Les trams bifurquent ensuite vers le nord et prennent dès lors l'avenue Madoux, puis Orban, desservent à travers la place Dumon et Stockel, la station terminus du métro 1. Ils continuent ensuite sur l'avenue de Hinnisdael puis dès la station Amitié, les voici sur l'assiette de l'ancienne ligne de chemin de fer: Bruxelles - Tervueren qu'ils ne quitteront plus jusqu'au terminus Ban-Eik (jadis en forme de "chapeau de curé" récemment modifié en "tiroir") après avoir desservi, entre autres, la station Louis Marcelis.

### Les stations

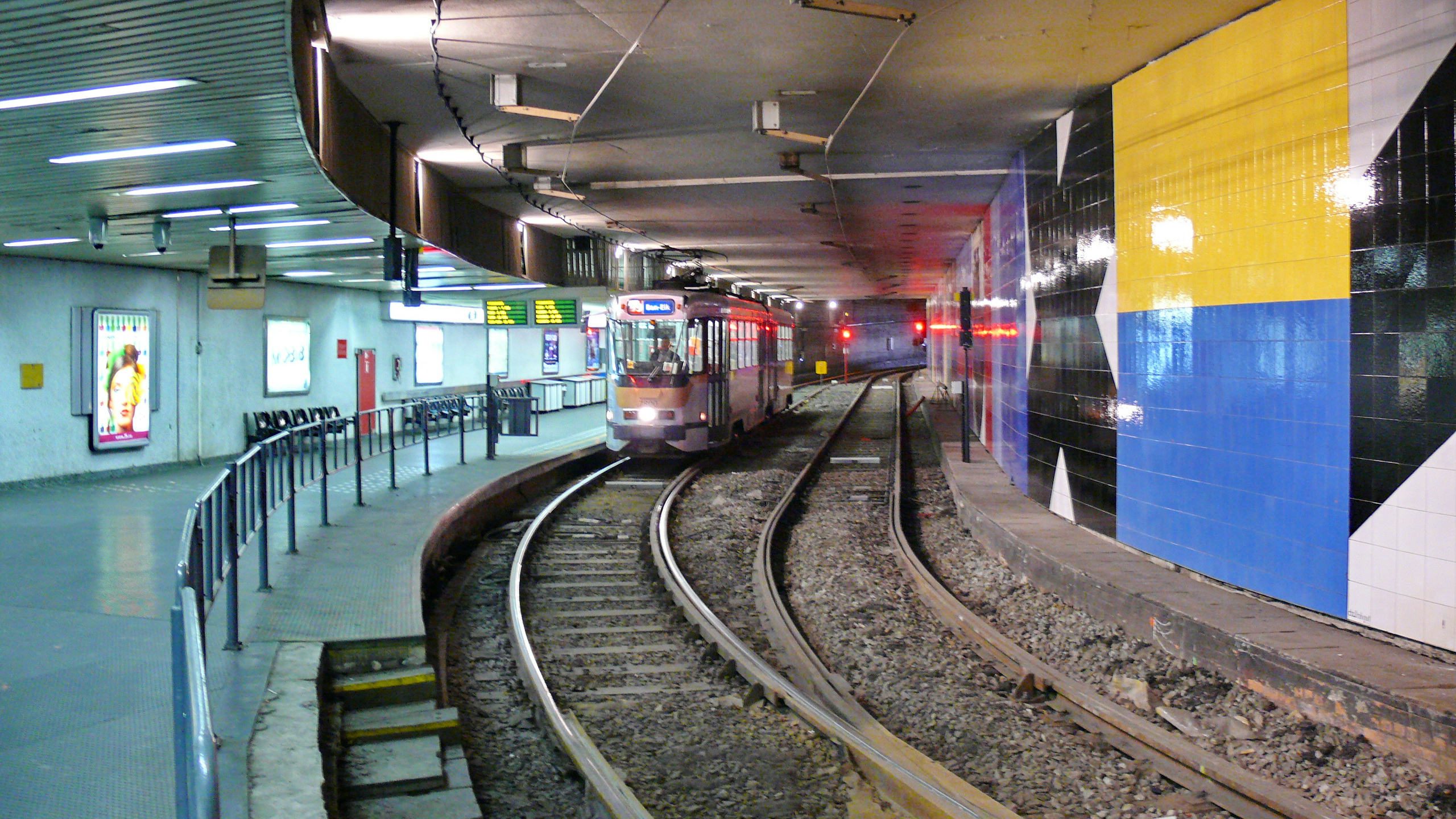
Le terminus souterrain de Montgomery.

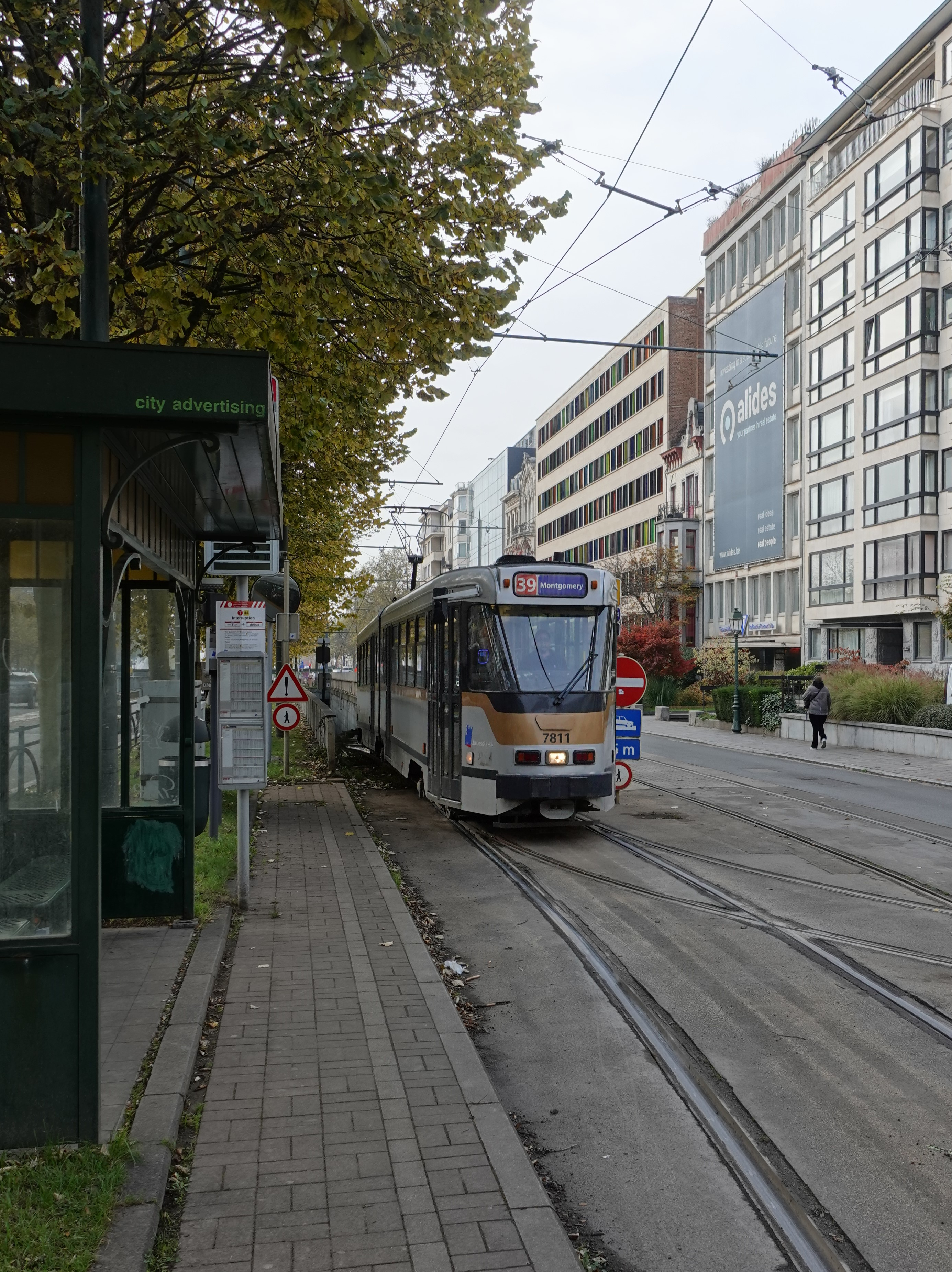
Le PCC 7811 à G.J. Martin et en direction de Ban Eik.

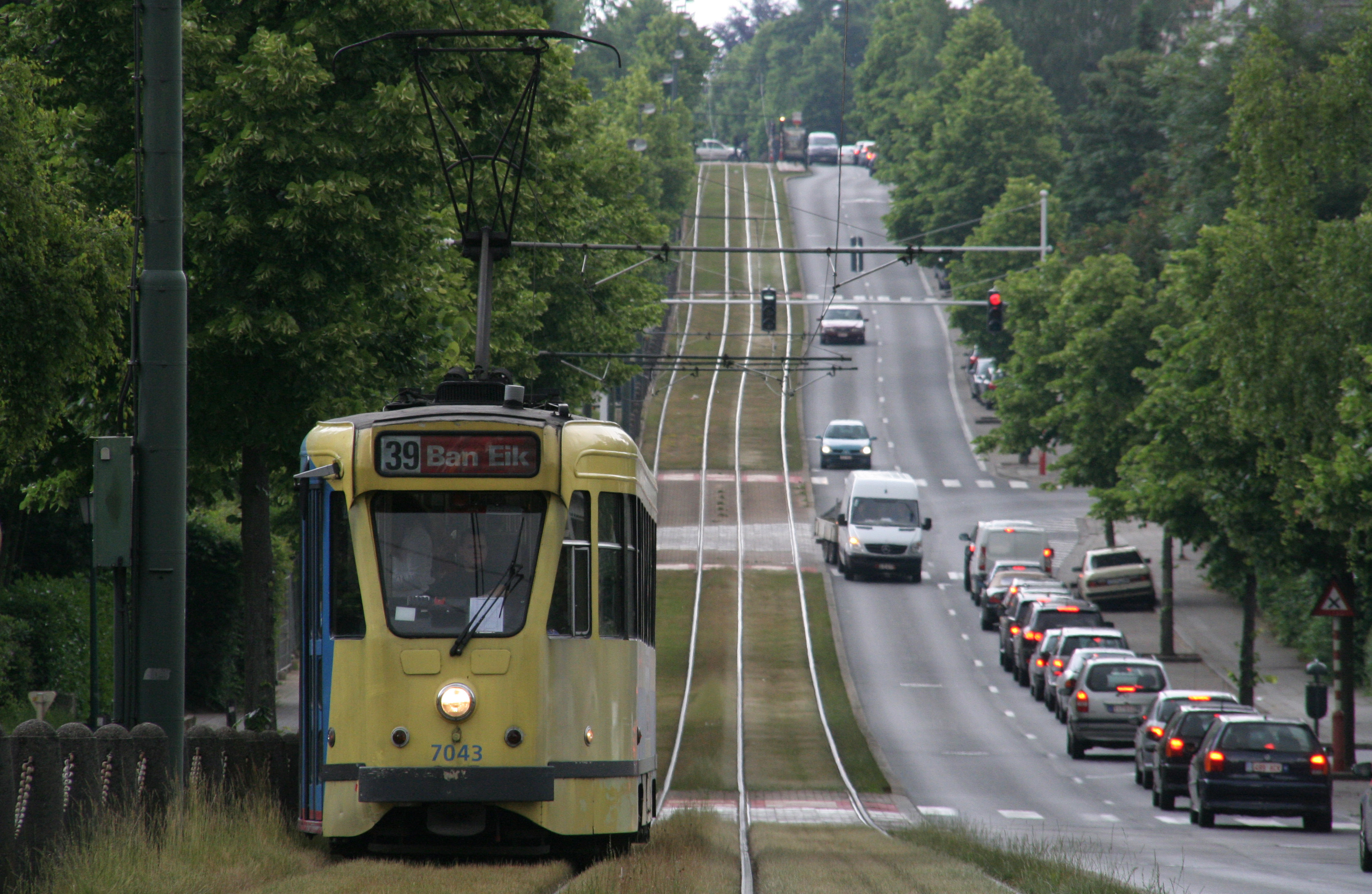
Entre Madoux et Rue au Bois.

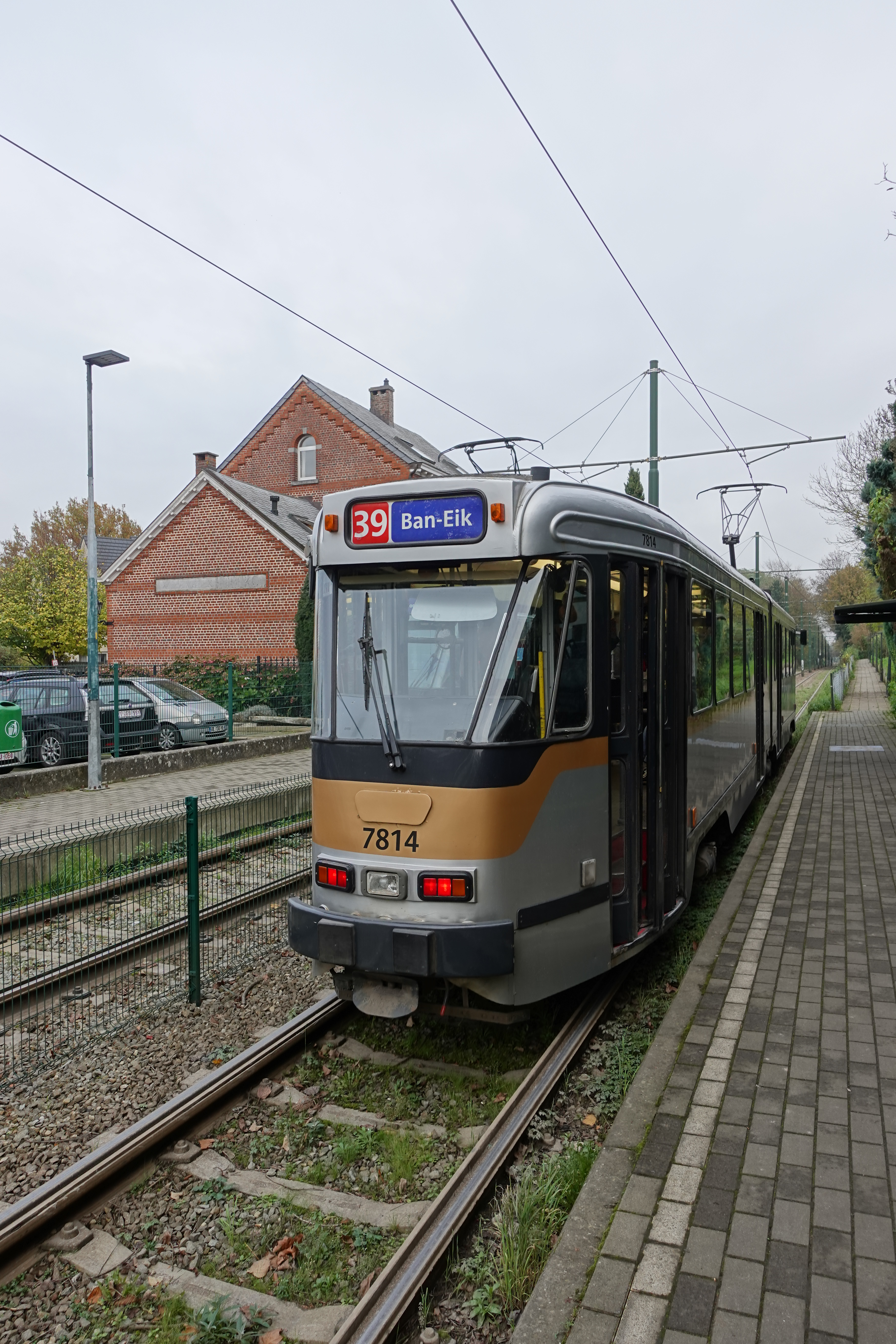
Le 7814 à l'arrêt De Burbure.

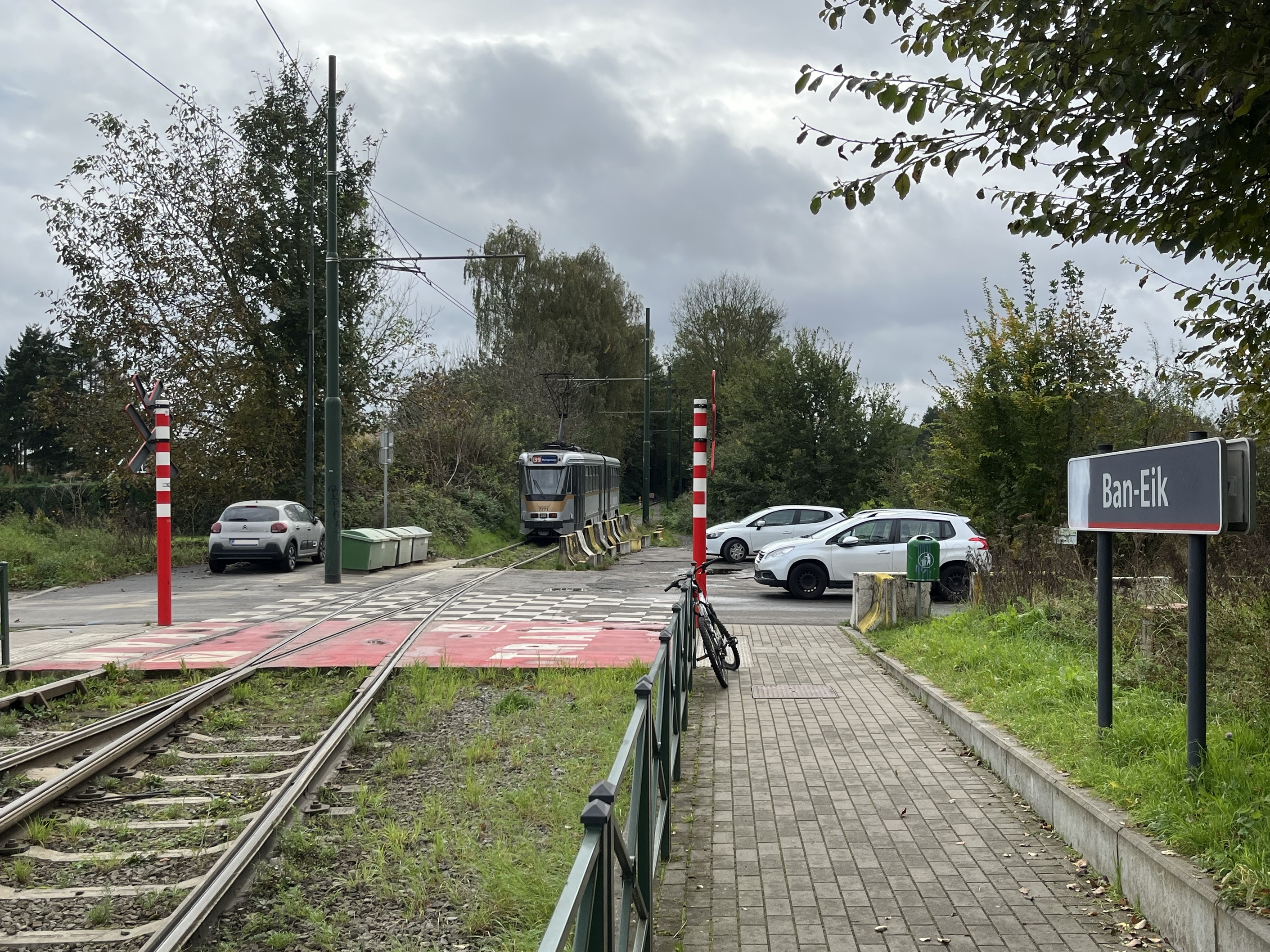
Le terminus Ban Eik.

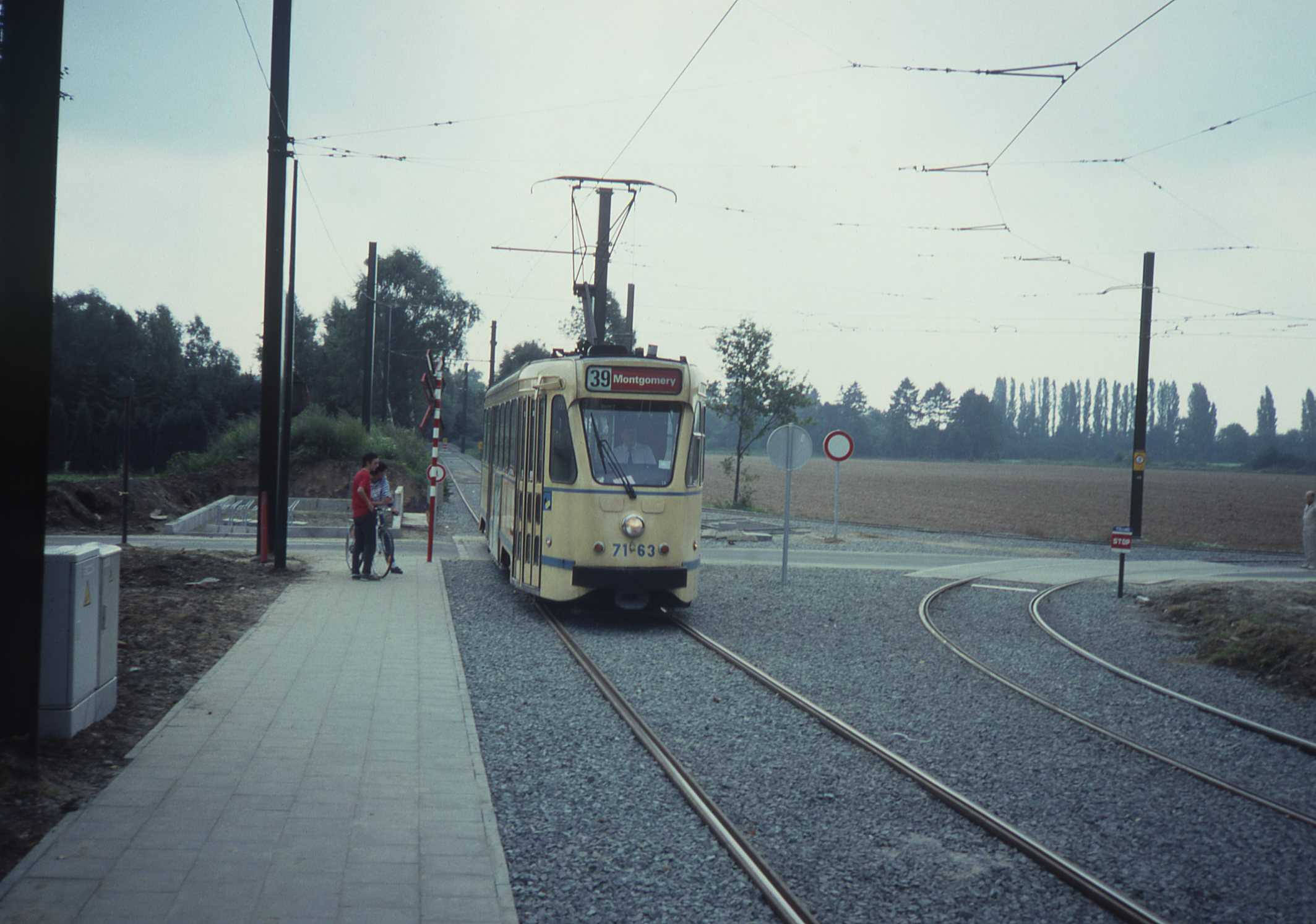
Ban Eik en 1988.

|  |   |  | Stations       | Lat/Long                    | Type | Communes            | Correspondances                                                               |
|  | - |  | -------------- | --------------------------- | ---- | ------------------- | ----------------------------------------------------------------------------- |
|  | ● |  | Montgomery     | 50° 50′ 15″ N, 4° 24′ 27″ E |      | Woluwe-Saint-Pierre | (M) · (1) · (T) · (7) · (25) · (44) · (81) · (B) · (27) · (61) · (80) · (N06) |
|  | ○ |  | G.J. Martin    | 50° 50′ 13″ N, 4° 24′ 42″ E |      | Woluwe-Saint-Pierre | (T) · (44)                                                                    |
|  | ○ |  | Léopold II     | 50° 50′ 11″ N, 4° 24′ 55″ E |      | Woluwe-Saint-Pierre | (T) · (44) · (B) · (N06)                                                      |
|  | ○ |  | Jules César    | 50° 50′ 06″ N, 4° 25′ 15″ E |      | Woluwe-Saint-Pierre | (T) · (44) · (B) · (36) · (N06)                                               |
|  | ○ |  | Chien Vert     | 50° 50′ 06″ N, 4° 25′ 41″ E |      | Woluwe-Saint-Pierre | (T) · (44) · (B) · (36) · (N06)                                               |
|  | ○ |  | Musée du Tram  | 50° 49′ 56″ N, 4° 25′ 57″ E |      | Woluwe-Saint-Pierre | (T) · (8) · (44) · (B) · (36) · (N06)                                         |
|  | ○ |  | De Villalobar  | 50° 49′ 40″ N, 4° 26′ 20″ E |      | Woluwe-Saint-Pierre | (T) · (44)                                                                    |
|  | ○ |  | Madoux         | 50° 49′ 38″ N, 4° 26′ 41″ E |      | Woluwe-Saint-Pierre | (T) · (44)                                                                    |
|  | ○ |  | Rue au Bois    | 50° 49′ 52″ N, 4° 27′ 05″ E |      | Woluwe-Saint-Pierre | (B) · (36)                                                                    |
|  | ○ |  | Aviation       | 50° 50′ 05″ N, 4° 27′ 24″ E |      | Woluwe-Saint-Pierre |                                                                               |
|  | ○ |  | Escrime        | 50° 50′ 18″ N, 4° 27′ 49″ E |      | Woluwe-Saint-Pierre |                                                                               |
|  | ○ |  | Stockel        | 50° 50′ 28″ N, 4° 27′ 55″ E |      | Woluwe-Saint-Pierre | (M) · (1) · (B) · (36)                                                        |
|  | ○ |  | Amitié         | 50° 50′ 41″ N, 4° 27′ 53″ E |      | Woluwe-Saint-Pierre |                                                                               |
|  | ○ |  | Églantiers     | 50° 50′ 41″ N, 4° 28′ 00″ E |      | Kraainem            |                                                                               |
|  | ○ |  | De Burbure     | 50° 50′ 43″ N, 4° 28′ 24″ E |      | Wezembeek-Oppem     |                                                                               |
|  | ○ |  | Bel-Air        | 50° 50′ 45″ N, 4° 28′ 46″ E |      | Wezembeek-Oppem     |                                                                               |
|  | ○ |  | Louis Marcelis | 50° 50′ 47″ N, 4° 29′ 04″ E |      | Wezembeek-Oppem     | (B) · (76)                                                                    |
|  | ○ |  | Ruisseau       | 50° 50′ 49″ N, 4° 29′ 28″ E |      | Wezembeek-Oppem     |                                                                               |
|  | ○ |  | Ter Meeren     | 50° 50′ 42″ N, 4° 29′ 59″ E |      | Wezembeek-Oppem     |                                                                               |
|  | ● |  | Ban Eik        | 50° 50′ 32″ N, 4° 30′ 09″ E |      | Wezembeek-Oppem     |                                                                               |

Légende : 
~ N'est pas exploité après 20 heures
+ N'est pas exploité avant 20 heures.

## Exploitation de la ligne
La ligne 39 est exploitée par la STIB. Elle fonctionne, environ entre 5 h et 1 h, toutes les jours, sur la totalité du parcours. Les tramways rallient Montgomery à Ban Eik en environ 20 minutes.

### Fréquence
Les temps de parcours sont donnés à titre indicatif à partir du site de la STIB.
Du lundi au vendredi
- En journée : 
  - Un tram toutes les 6 minutes en heure de pointe et toutes les 7 minutes 30 à 10 minutes en heure creuse et toutes les 20 minutes en soirée.
    - Petites vacances scolaires : C'est un tram toutes les 8 minutes en heure de pointe et toutes les 12 minutes en heure creuse et toutes les 20 minutes en soirée.
    - Grandes vacances : C'est un tram toutes les 8 minutes en heure de pointe et toutes les 12 minutes en heure creuse et toutes les 20 minutes en soirée.

  - Les samedis : c'est un tram toutes les 15 minutes l'après-midi et toutes les 20 minutes en soirée.
  - Les dimanches, toutes périodes confondues, c'est un tram toutes les 20 minutes toute la journée et toutes les 20 minutes en soirée.

### Matériel roulant
La ligne 39 est exploitée par les rames articulées de la série PCC 7700/7800, qui furent les premiers véhicules bidirectionnels du réseau.

### Tarification et financement
La tarification de la ligne est identique à celles des autres lignes (hors cas de la desserte de l'aéroport) exploitées par la STIB et dépend soit des titres Brupass et Brupass XL permettant l'accès aux réseaux STIB, TEC, De Lijn et SNCB soit des titres propres à la STIB valables uniquement sur ses lignes.
Le financement du fonctionnement de la ligne, entretien, matériel et charges de personnel, est assuré par la STIB.

### Anecdote
Un système de "tournante" des lignes 39 et 44 a été instauré pour les conducteurs de trams afin que leur service soit moins "monotone" car ce sont des lignes très courtes et rapidement parcourues. Ainsi, le conducteur effectue un aller-retour vers "Ban-Eik" avec le tram 39, et une fois revenu à la station "Montgomery", change de film et repart pour un aller-retour, cette fois pour "Tervuren" sur la ligne 44, et inversement à son retour.

## Demain
À terme, cette ligne pourrait être prolongée jusque Schuman.
Le projet non-officiel Cityvision proposait en 2009 de la prolonger vers le centre-ville en desservant notamment le quartier européen (Schuman, Gare du Luxembourg, Trône…) et ferait son trajet en centre-ville avec les lignes 71 et 95 qui pourraient être converties. La ligne 44 serait convertie en métro léger avec des véhicules similaires à ceux de Rotterdam mais en partageant la même infrastructure avec cette ligne, ce qui devrait demander quelques adaptations.

## Photos

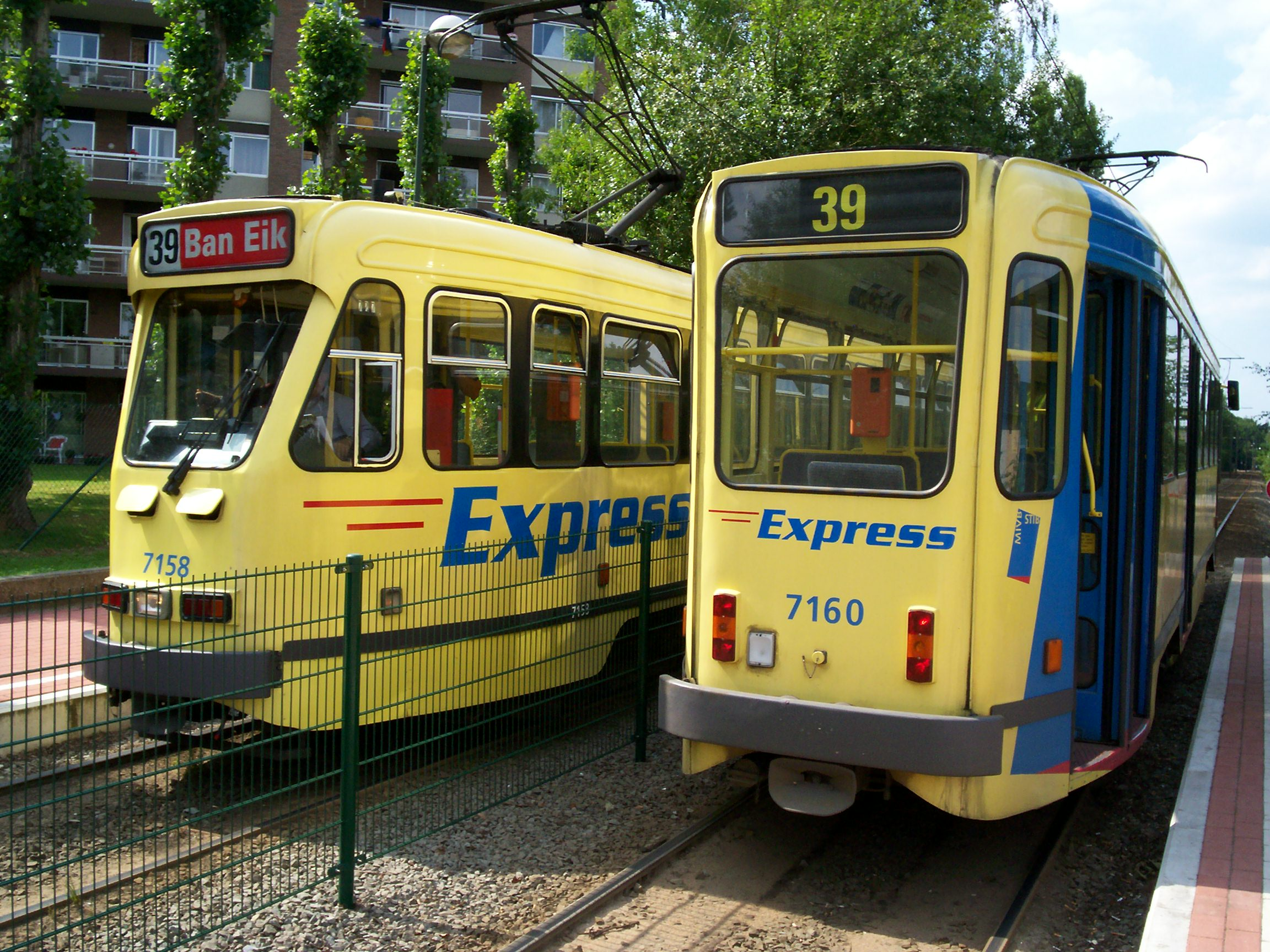
Deux PCC 7100 au terminus de Ban Eik en 2008
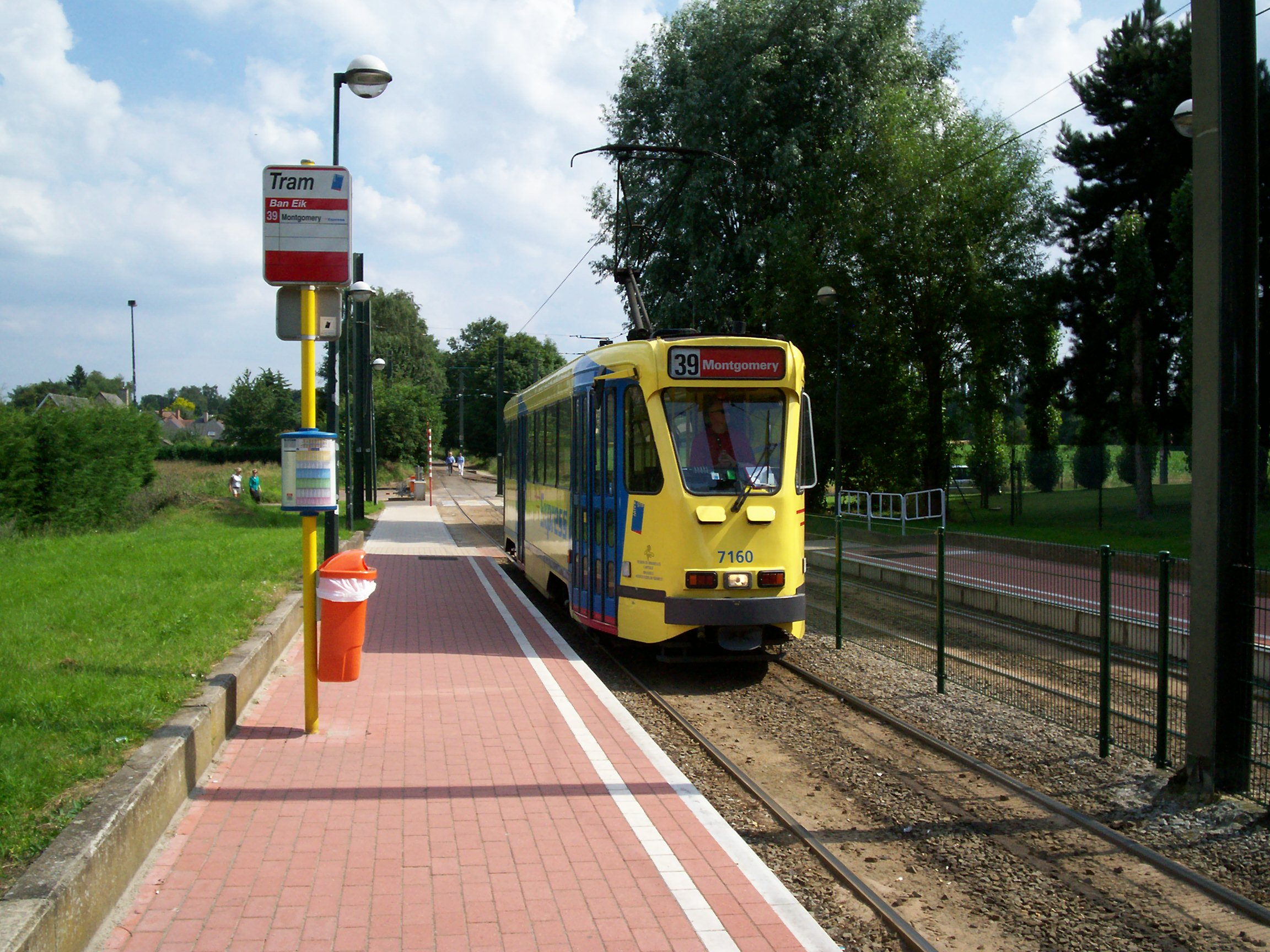
Tram 39 prêt au départ à Ban Eik
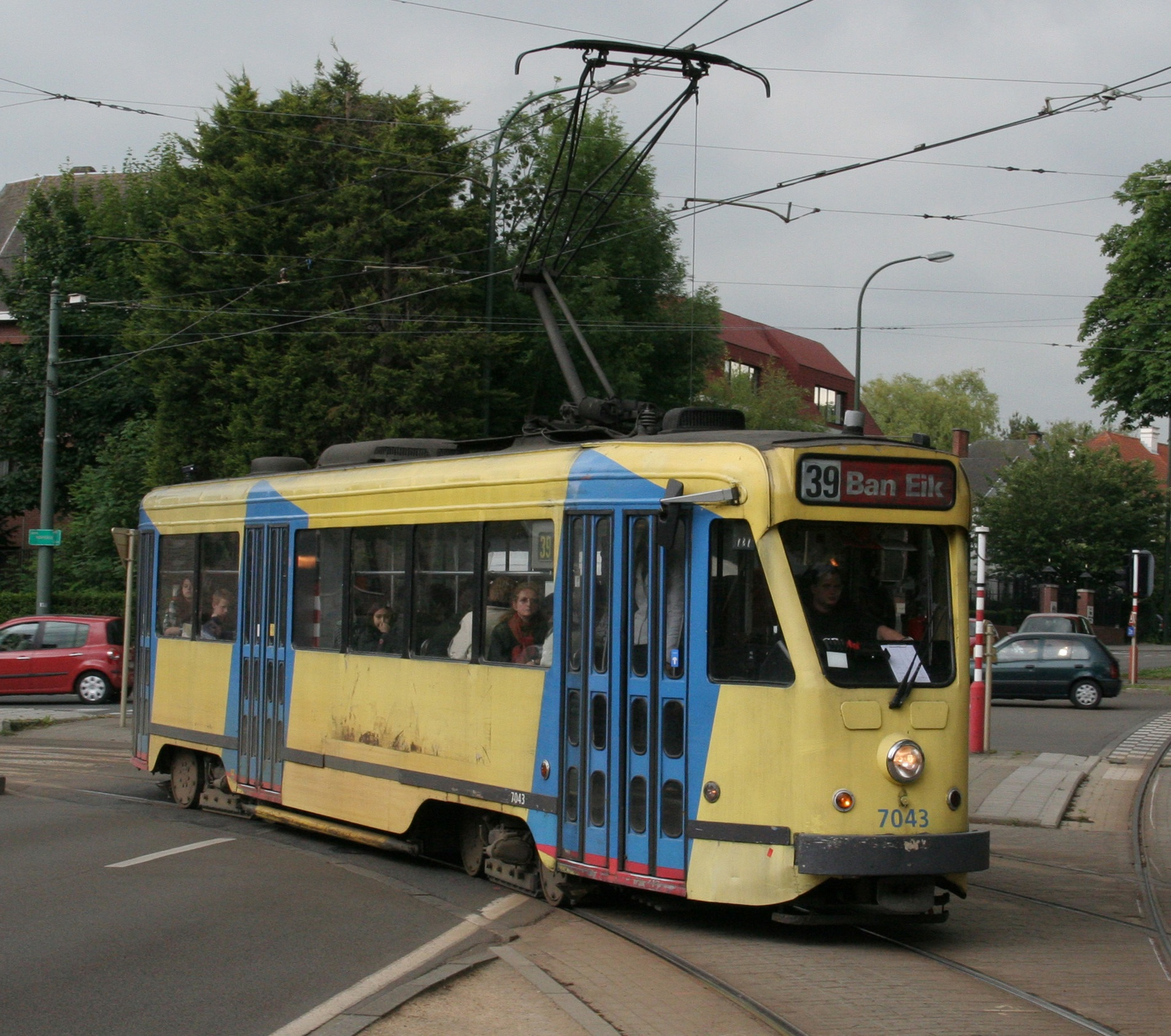
Tram 39 vers Montgomery (erreur de film) rejoint la ligne 44 à l'arrêt "Madoux"
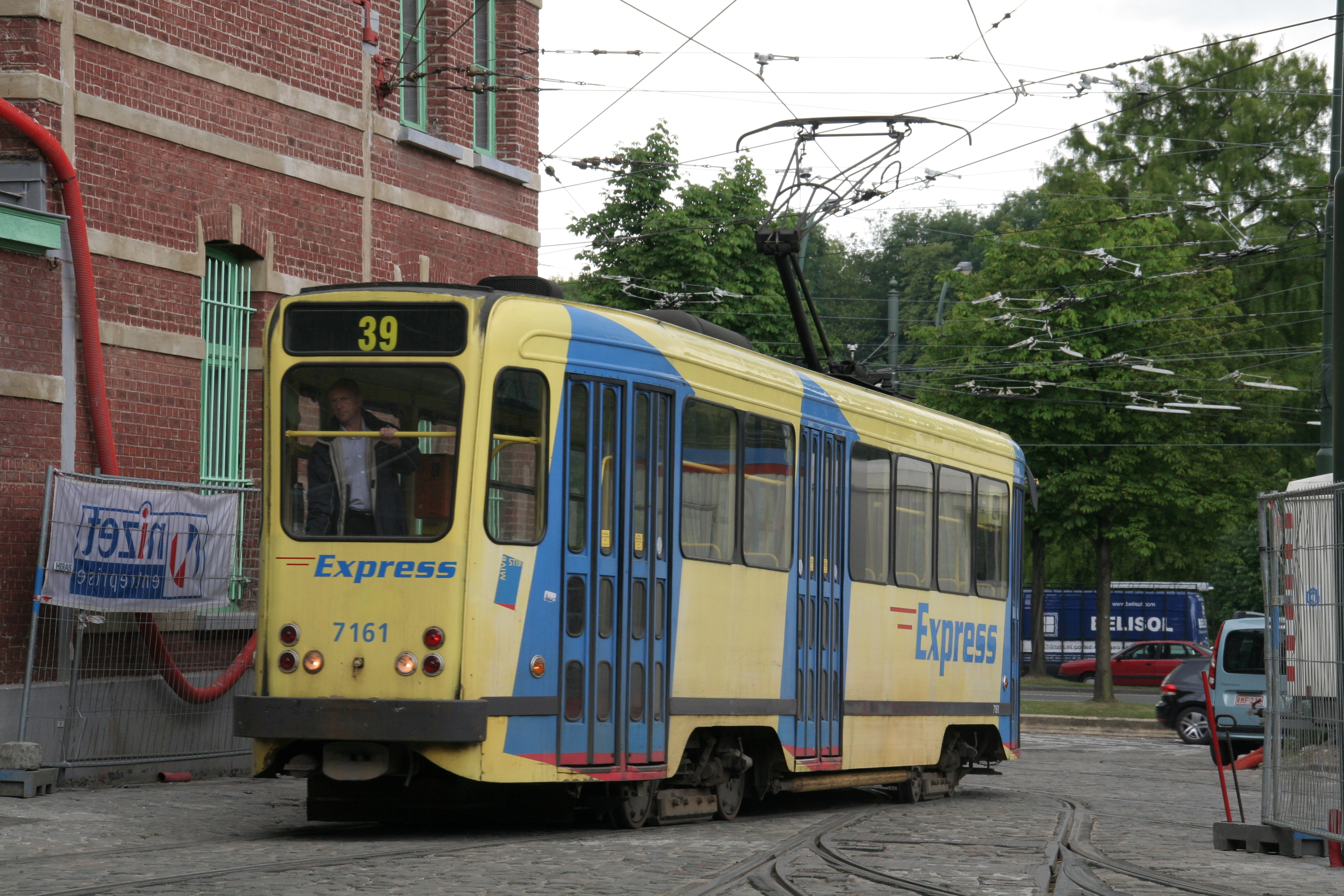
Tram 39 rentre au dépôt de Woluwé en marche arrière
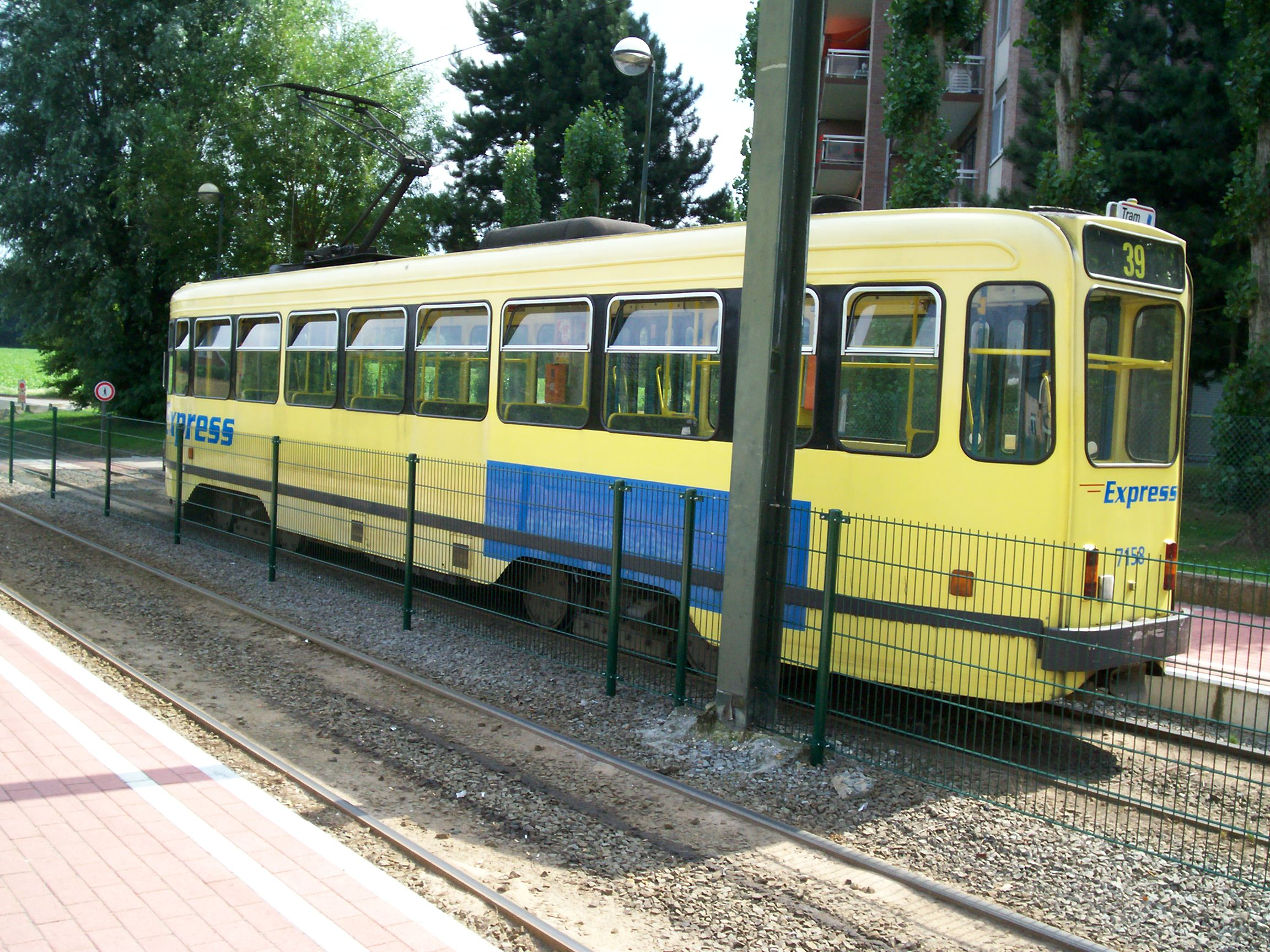
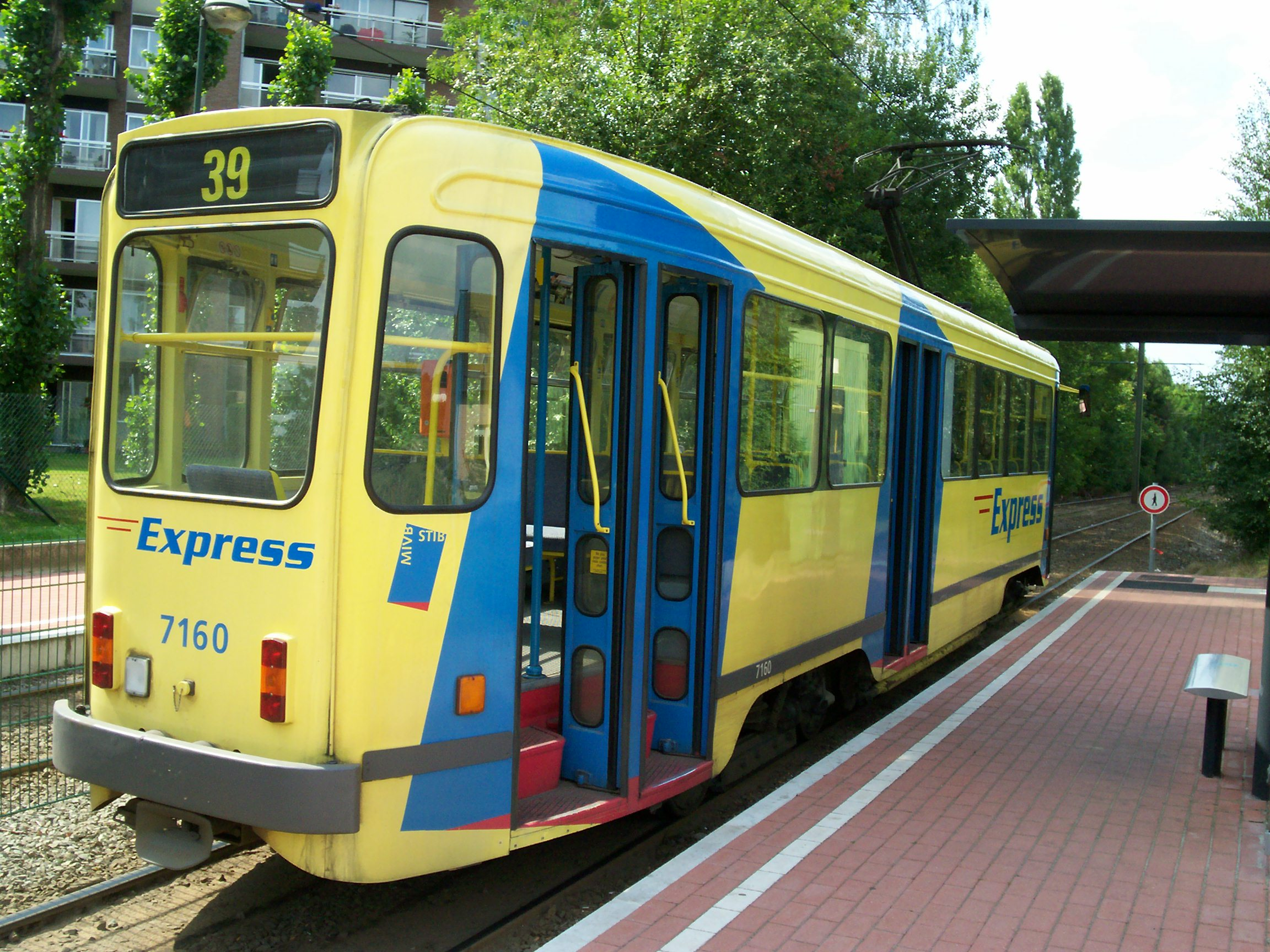
Au terminus de Ban Eik en 2008
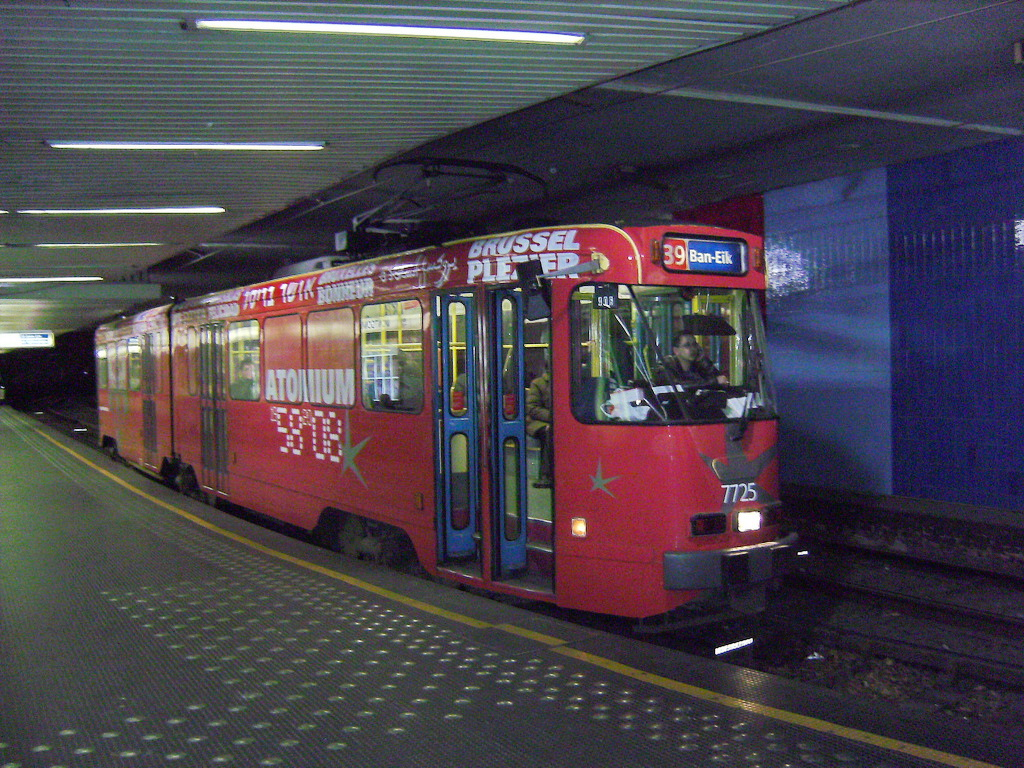
Le PCC 7725 au terminus Montgomery en 2001.